# Lenguaje administrativo
El llamado lenguaje administrativo es la lengua empleada por los órganos de la Administración Pública en sus relaciones tanto internas como con los ciudadanos. 
Entre los documentos administrativos más usados por los ciudadanos se encuentran la instancia y el contrato, pero también podemos encontrar otros escritos administrativos como las disposiciones, normativas, órdenes y resoluciones, que nos sitúan en el lenguaje jurídico: la lengua empleada por los órganos de la Administración de Justicia en sus relaciones con la colectividad o con las personas físicas y jurídicas.
La frontera entre lenguaje jurídico y administrativo no está bien delimitada, y hasta cierto punto el primero puede considerarse un lenguaje administrativo específico. En consecuencia, ambos suelen estudiarse de forma conjunta, puesto que comparten recursos lingüísticos y coinciden en factores extralingüísticos.
El medio habitual de comunicación entre la Administración Pública y los ciudadanos, son los diarios o boletines oficiales (En España, BOE, BOP, DOGC, y otros; en la Unión Europea, el DOUE; en México, DOF; etc.).

## Características
El lenguaje de los textos jurídicos y administrativos utiliza la lengua en su nivel más culto, lo que implica riqueza expresiva, concisión, claridad y precisión. Las principales características son las siguientes: [cita requerida]
- Tiene una estructura rígida, es decir, un esquema invariable establecido de antemano para cada tipo de escrito o documento. Por ejemplo una instancia, o un contrato.

- El emisor tiene limitada la creatividad, subjetividad y expresividad. Por ejemplo, no puede improvisar una organización nueva para su mensaje.

- Impersonalidad: El emisor real del texto muchas veces parece tener como única pretensión la de desaparecer de su escrito. Por ejemplo, documentos escritos en tercera persona.

- El canal utilizado es el escrito. Pero no es un escrito cualquiera, sino debe ser en un papel oficial, firmado y fechado de una forma reglada.

- La intención de los textos jurídicos y administrativos es informar y ordenar (función referencial y conativa). En el caso de que el emisor sea el ciudadano, la intención es solicitar o reclamar (función conativa).

- La tipología textual puede ser descriptiva, instructiva, argumentativa, expositiva o narrativa, dependiendo de la parte del texto que se analice.

- Uso de recursos tipográficos, como la cursiva, negrita, las comillas o la letra versal (mayúsculas).[1]

## Formas lingüísticas

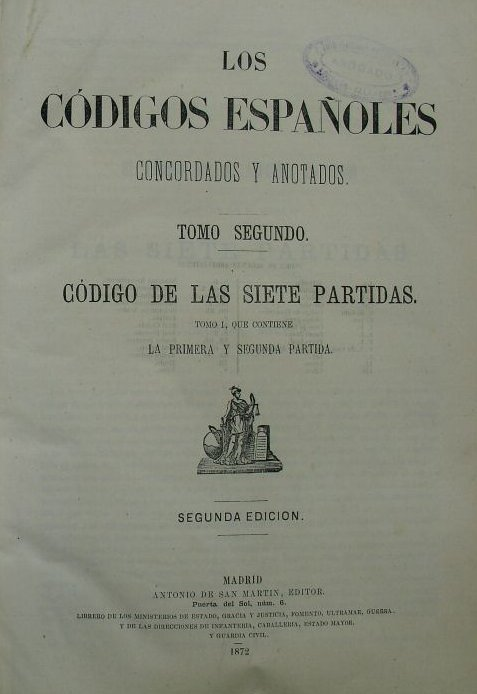
Recopilación de códigos legales.

### Léxicas
Se trata de un lenguaje muy estable, culto, ritual (por ejemplo en el derecho romano) y con escaso margen de variación. El emisor debe conocer a la perfección el significado de las palabras, a fin de conseguir precisión léxica. Los principales rasgos léxicos son los siguientes: [cita requerida]
- Uso de un lenguaje denotativo y unívoco.

- Abundantes arcaísmos. Por ejemplo “otrosí” que quiere decir “además” en las peticiones de un escrito o “proveído” en una resolución judicial o de trámite. Se deben a la invariabilidad del modelo a lo largo del tiempo.

- Tecnicismos, principalmente términos y giros de la lengua común que en los textos jurídicos y administrativos adquieren un significado distinto. Por ejemplo, el término “diligencia” es la actuación del secretario judicial en un procedimiento, mientras que en la lengua común es “rapidez y cuidado con que se hace una actividad”.

- Uso muy frecuente de los adverbios acabados en “-mente”, a causa de la necesidad de matizar y precisar verbos y adjetivos en busca de claridad. Ej. “Lo anteriormente inserto concuerda bien y fielmente con su original al que me remito en caso necesario”.

- En la formación de palabras, se forman adjetivos mediante las terminaciones “–al” y “-ario”. Ej. “educacional, judicial, procedimental” y “arrendatario”.

- No utilizan de ningún modo palabras tabú (a excepción que sean enunciados literales), y en contraposición abundan los eufemismos. Presenta un alto grado de cortesía reglada, que se manifiesta por ejemplo, en los tratamientos protocolarios, aunque actualmente están en desuso.

- Uso abundante de siglas para referirse a instituciones (MEC: Ministerio de Educación y Ciencia de España), organismos (TSJC: Tribunal Superior de Justicia de Cataluña, Cantabria o Canarias), leyes (LEC: Ley de Enjuiciamiento Criminal de España) y conceptos (IRPF: Impuesto sobre la Renta de las Personas Físicas de España).

- Uso de aforismos (sentencias breves que se proponen como una regla), que recogen la “sabiduría” del derecho romano: “Ad impossibilia nemo tenetur” (nadie está obligado a lo imposible) o “Habeas corpus” (derecho del detenido a comparecer ante el juez). En ocasiones también encontraríamos aquí latinismos como la locución "Excusatio non petita, acusatio manifesta" (una disculpa no pedida suele indicar sentimiento de culpabilidad) o "Dura lex, sed lex" (Lit. la ley es dura, pero es la ley; nos redirige a su vez a la norma básica del Derecho Romano de que el no conocimiento de la ley, no exime de su cumplimiento, sea esta dura o no)

- Se utilizan repeticiones de palabras, al no encontrar otra palabra que exprese la misma realidad. Ej. “El fiscal general del Estado estará asistido en sus funciones por el Consejo Fiscal, la Junta de Fiscales de Sala, la Inspección Fiscal y la Secretaría Técnica". En ningún caso se admiten metáforas, perífrasis o cualquier otro tipo de figuras retóricas, puesto que pueden dar lugar a confusión.

### Gramaticales
- Existe una preferencia por la construcción nominal (caracterizada por un abundante uso de sustantivos y adjetivos) a las construcciones verbales. Por ejemplo, “en la tramitación de este juicio”, es equivalente a “al tramitar este juicio”. [cita requerida]

- Uso de perífrasis verbales con un verbo vacío de significado: “Presentar reclamación” por “reclamar”.

- A causa de la impersonalidad y del texto, se utilizan abundantes formas no personales del verbo. El más utilizado es el gerundio, llegando a ser muchos de ellos incorrectos (cuando desempeña una función adjetiva). Por ejemplo, “Decreto disponiendo”.

- Conserva el futuro de subjuntivo, desaparecido de la lengua estándar, que se utiliza en la redacción de leyes y por arcaísmo. Por ejemplo, “si procediere”.

- Abundan verbos que rigen subjuntivo, como los de ruego o permiso.

- Uso frecuente del imperativo, por ejemplo “notifíquese”.

- El presente atemporal es característico, ya que no sitúa la acción verbal en un periodo concreto de tiempo.

- Utilización del futuro de indicativo en construcciones pasivas e impersonales. Por ejemplo: “se hará saber”.

- Los párrafos suelen ser largos, a causa de la excesiva subordinación; el objetivo es recoger con precisión todos los matices, posibilidades y excepciones. Por ejemplo: ”Sin embargo, no es esa mi opinión, ya que, a mi juicio, lo que el legislador ha pretendido con esa norma final es, precisamente, no dejar ningún resquicio a la posibilidad que se pueda admitir la reconvención sin que conste petición expresa”.

- Abundante uso de las construcciones en pasiva y pasiva refleja: “la solicitud fue presentada por la Sra. Antonia López en este Juzgado”

- Se utilizan “impersonales con se” en abundancia, buscando distanciamiento e impersonalidad. El sujeto que juzga, ordena, condena, certifica, está eclipsado y resguardado.

- Se utiliza mucho la tercera persona de singular.

Los textos jurídicos y administrativos intentan buscar la máxima precisión y claridad, aunque en ocasiones el texto resultante sea complejo e impreciso desde el punto de vista normativo.

## Criterios de claridad en el lenguaje administrativo
En España, desde 1989 se está llevando a cabo una serie de actuaciones para la mejora de la inteligibilidad del lenguaje administrativo.  [cita requerida]
Se busca modernizar y simplificar el lenguaje administrativo para hacerlo más sencillo y comprensible. Se ha elaborado un “Manual de estilo” (de 1993) sobre todo para la redacción de los documentos administrativos dirigidos a los ciudadanos. Las principales recomendaciones para mejorar la compresión del lenguaje administrativo son las siguientes:
- Uso de un lenguaje apropiado al mensaje y a los destinatarios de tal modo que la información resulte accesible.
- Uso de sintaxis simple y frases cortas.
- Empleo de las formas verbales en voz activa.
- Elección de formas de tratamiento de primera y segunda persona.
- Evitar extranjerismos y tecnicismos.
- Tendencia a eliminar el tratamiento protocolario y la sumisión del emisor al receptor.
- Supresión de fórmulas de salutación y despedida en las comunicaciones de mero trámite entre órganos administrativos.

En cuanto al léxico se refiere (aunque no sea un criterio de claridad y precisión), hay una tendencia a utilizar un lenguaje no sexista.
En 2009, en el mismo sentido, se creó una Comisión de Modernización del Lenguaje Jurídico.

## Mini-diccionario de términos y frases
- A efectos de, a efectos de que: Locuciones de uso muy frecuente en el lenguaje administrativo. En algunos casos, como en el segundo caso, es preferible sustituirla por para que.

- A la mayor brevedad: Giro propio del lenguaje administrativo. Es más correcto con la mayor brevedad.

- A tenor de: Locución muy usada en frases como "a tenor de lo dispuesto", "a tenor del artículo". Puede ser sustituida por "según", "conforme a", "de acuerdo con".

- Correspondiente: Muletilla que, al igual que consiguiente, se repite hasta la saciedad: "el correspondiente trámite", el atestado correspondiente", la correspondiente petición.

- Cumplimentar: Sería aconsejable sustituir el término por el de rellenar, más utilizado en la lengua común.

- En orden a: Anglicismo que debe sustituirse por una construcción castellana como: "para", "con vistas a", "a fin de que", "con el propósito de".

- En tanto que: En el lenguaje administrativo es frecuente el uso de esta locución conjuntiva equivalente a "siempre que", "mientras" y "cuando".

- En uso de: Expresión administrativa de estilo rebuscado que debe sustituirse por otras más sencillas como "de acuerdo con".

- Lo que le comunico, lo que se le comunica: Frases hechas, utilizadas como muletillas en numerosos escritos administrativos.

- Oportuno: A los efectos oportunos. Su excesivo uso en el lenguaje administrativo lo ha convertido en muletilla.

## Situaciónsociolingüísticaen España
La situación de la lengua castellana en España en los textos jurídicos y administrativos, en lo que se refiere al ámbito de las comunidades autónomas con lenguas distintas al castellano es bastante dispar. [cita requerida]
Tal y como estableció la Ley de normalización lingüística de 1983, la lengua de la administración (y por tanto de la justicia) es el vernáculo. En cuanto a la administración, se ha conseguido que la lengua oficial lo sea, hasta tal punto que si se escribe una instancia a la administración pública en castellano, deberá ser contestada en catalán, vasco o gallego, a no ser que se exprese explícitamente lo contrario.
En la justicia, la situación es muy diferente. El castellano es la que vehicula los conceptos jurídicos. La causa es que gran parte de los recursos y de la normativa se encuentran en lengua castellana.